# Radomir Antić
Radomir Antić (srbskou cyrilicí Радомир Антић; * 22. listopadu 1948 – 6. dubna 2020) byl srbský fotbalista a trenér.
Jako hráč hrál na pozici obránce. Nejdéle hrál za FK Partizan, s nímž vyhrál 1. ligu.
Po konci aktivní kariéry se stal trenérem. Během své trenérské kariéry trénoval Real Madrid i Barcelonu. V sezóně 1995/96 s Atlético Madrid vyhrál jak La Ligu, tak Copa del Rey. Je jediným trenérem, který trénoval všechny tři kluby.